# Central American Bowl
Il Central American Bowl è una competizione continentale di football americano, per squadre nazionali, organizzata dalla IFAF Americas.

## Albo d'oro
| Anno          | Ospitante   |          | Finale    | Finale     | Finale    |           | Finale terzo e quarto posto | Finale terzo e quarto posto | Finale terzo e quarto posto |
| Anno          | Ospitante   | Vincente | Risultato | 2º posto   | 3º posto  | Risultato | 4º posto                    |                             |                             |
| 2013 Dettagli | El Salvador | Panama   | 54 - 13   | Costa Rica | Nicaragua | 35 - 26   | Guatemala                   |                             |                             |
| 2018 Dettagli | Guatemala   | Panama   | 52 - 3    | Costa Rica | Honduras  | 6 - 0     | Guatemala                   |                             |                             |

### Partecipazioni e prestazioni nelle fasi finali
Segue una lista delle squadre che hanno partecipato al Central American Bowl.
Legenda
| -: non partecipante. nª: classificata nella posizione n. V: campione. |

| Nazionale   | 2013 | 2018 | Partecip. | Vittorie | Secondi posti | Terzi posti |
| ----------- | ---- | ---- | --------- | -------- | ------------- | ----------- |
| Panama      | V    | V    | 2         | 2        | -             | -           |
|             |      |      |           |          |               |             |
| Costa Rica  | 2ª   | 2ª   | 2         | -        | 2             | -           |
| Honduras    | -    | 3ª   | 1         | -        | -             | 1           |
| Nicaragua   | 3ª   | 5ª   | 2         | -        | -             | 1           |
|             |      |      |           |          |               |             |
| Guatemala   | 4ª   | 4ª   | 2         | -        | -             | -           |
| El Salvador | 5ª   | 6ª   | 2         | -        | -             | -           |